# Karel Verwilghen
Karel (ook Charles) Sylverius Vincentius Maria Verwilghen (Roeselare, 7 augustus 1883 - Winksele, 5 juli 1979) was een Belgisch jurist, ambtenaar en politicus uit het geslacht Verwilghen. Hij was zowel voor als tijdens de Tweede Wereldoorlog secretaris-generaal van Arbeid en Sociale Voorzorg. In die hoedanigheid zetelde hij in het Comité van de secretarissen-generaal, de hoogste Belgische bestuurlijke macht tijdens de Duitse militaire bezetting.

## Levensloop
Karel Verwilghen was een van de elf kinderen van Leo Verwilghen en Delphine Christiaen. Hij trouwde met Julie Borginon (Schaarbeek, 1885 - Leuven, 1974) en bereikte de leeftijd van 95 jaar. Verwilghen studeerde rechten, in het bijzonder arbeidsrecht, aan de UCL. Hij werd ambtenaar bij het Ministerie van Arbeid en Sociale Voorzorg en in 1934 werd hij benoemd tot secretaris-generaal van dit ministerie. In 1939 werd hij ook nog docent arbeidsrecht aan de UCL en bleef dit tot in 1953.
Op 16 mei 1940, na het uitbreken van de oorlog, verliet zijn minister August Balthazar, met zijn collega's, Brussel en weldra België en hij droeg zijn bevoegdheden aan Verwilghen over. 
Diens eerste actie, na mei 1940, betrof het opnieuw in gang zetten van de diensten voor Arbeidsbemiddeling, gelet op de grote werkloosheid. In de volgende maanden moest hij zich verzetten tegen de stijgende eisen van de Duitse bezetter op gebied van tewerkstelling. Hij werd steeds machtelozer, onder meer omdat zijn eigen ondergeschikte diensten, meer bepaald het Rijksarbeidsambt (RAA), nauw met de Duitsers samenwerkte. Het nieuw opgerichte Commissariaat voor prijzen en lonen stond eveneens onder zijn bevoegdheid, maar ook hier had hij op de directeur, de VNV'er Paul-Felix Beeckman, die door de Duitsers gesteund werd, geen enkele greep. Verwilghen werd ook Commissaris-generaal voor de Wederopbouw, met in de eerste weken Victor Leemans als adjunct.
In maart 1942 werd de verplichte arbeid in België ingesteld. Dit leidde tot het ontslag van Verwilghen. Hij had gedurende de volgende twee en half jaar vijf opvolgers, die steeds minder vat op het ministerie kregen. De bezetter was de werkelijke heerser over de tewerkstelling en had in de directeur Frits Hendriks een volgzame uitvoerder.

## Na de oorlog
Zoals alle verantwoordelijken in oorlogstijd werd Verwilghen na de oorlog aan een gerechtelijk onderzoek onderworpen. Hem werd politieke en economische collaboratie verweten op basis van de volgende elementen
- de oprichting van de Dienst voor Plaatsing en Werkloosheid,
- de oprichting van het Commissariaat-generaal voor de Wederopbouw,
- de instelling van de Duitsgezinde generaal-gevolmachtigde voor de Arbeid (Leo Wouters) (VNV) en van de sociale expertencomités,
- de benoeming van de Duitsgezinde Frits Hendriks (VNV) aan het hoofd van het Rijksarbeidsambt (RAA),
- de oprichting van het Commissariaat voor prijzen en lonen,
- de werving van arbeiders voor de Organisation Todt,
- de tewerkstelling van asociale elementen.

Het onderzoek duurde lang maar uiteindelijk werd Verwilghen in maart 1948 vrijgesproken. Hij had toen net de pensioenleeftijd bereikt.